# Thelxinoe
Thelxinoe (XLII, S/2003 J22) är en av Jupiters månar. Den upptäcktes den 9 februari 2003 av en grupp astronomer vid University of Hawaii. Thelxinoe är cirka 2 kilometer i diameter och roterar kring Jupiter på ett avstånd av cirka 20 454 000 kilometer.